# Andrew Frederick Gault
Andrew Frederick Gault (14 avril 1833 - 7 juillet 1903) est un marchand, industriel et philanthrope canadien d'origine irlandaise, connu sous le nom de Cotton King of Canada. 
Né à Strabane, en Irlande, Gault est le plus jeune fils de Leslie Gault, un marchand et armateur anglo-irlandais du comté de Tyrone, et de son épouse Mary Hamilton. Sa mère était issue d'une vieille famille du comté de Donegal. Son père était un commerçant général à Strabane qui s'est lancé dans le transport maritime, envoyant des navires d'émigrants au Nouveau-Brunswick et aux États-Unis, et important du bois et des céréales. En 1841, Leslie Gault perd trois navires en mer et essuie d'importantes pertes sur les céréales et le bois, en raison de la chute des cours sur le marché. En 1842, il émigre lui-même avec sa famille dans le Bas-Canada pour prendre un nouveau départ à Montréal, le centre commercial de l'Amérique du Nord britannique. Il meurt cependant du choléra neuf mois plus tard. Sa veuve revient alors en Irlande. Leur fils, Mathew Hamilton Gault, âgé de vingt ans, prend le contrôle de l'entreprise à Montréal, tandis qu'Andrew Gault fréquente la nouvelle High School of Montreal. 
À sa sortie de l'école, Gault rejoint la société de marchandises sèches de Walter McFarlane, et de 1853 à 1858, il est partenaire avec James B. Stevenson sous le nom de Gault, Stevenson and Co., avant de former une société avec son frère Robert Leslie Gault, sous le nom de Gault Brothers and Company, rejoint plus tard par un beau-frère, Samuel Finley. Andrew Gault en est le principal partenaire. L'entreprise connaît du succès et ouvre même des succursales à Manchester, Winnipeg et Victoria. Durant les années 1870, Gault et son frère Matthew Hamilton Gault investissent dans le coton et construisent une usine à Cornwall, en Ontario, la Stormont Cotton Manufacturing Company Limited. 
En 1896, elle prend le nom de Gault Brothers' Company Limited, avec un capital de 1 million de dollars.  
Gault investit dans de nombreuses entreprises, notamment la  Shawinigan Water and Power Company. 
Le 12 juillet 1864, Gault épouse Louisa Sarah Harman. Des nombreuses naissances, seuls une fille et un fils survécurent, Lillian Mary Louisa, née en 1877, et Andrew Hamilton, né en 1882. Gault avait fait un vœu pour un fils en bonne santé en promettant à l'évêque William Bennett Bond de faire construire un bâtiment au Collège théologique diocésain de Montréal, ce qui fut fait en 1896. 
Andrew Frederick Gault est reconnu comme philanthrope pour diverses causes éducatives et a été le fondateur de l'Institut Gault à Salaberry-de-Valleyfield. 

## Galerie

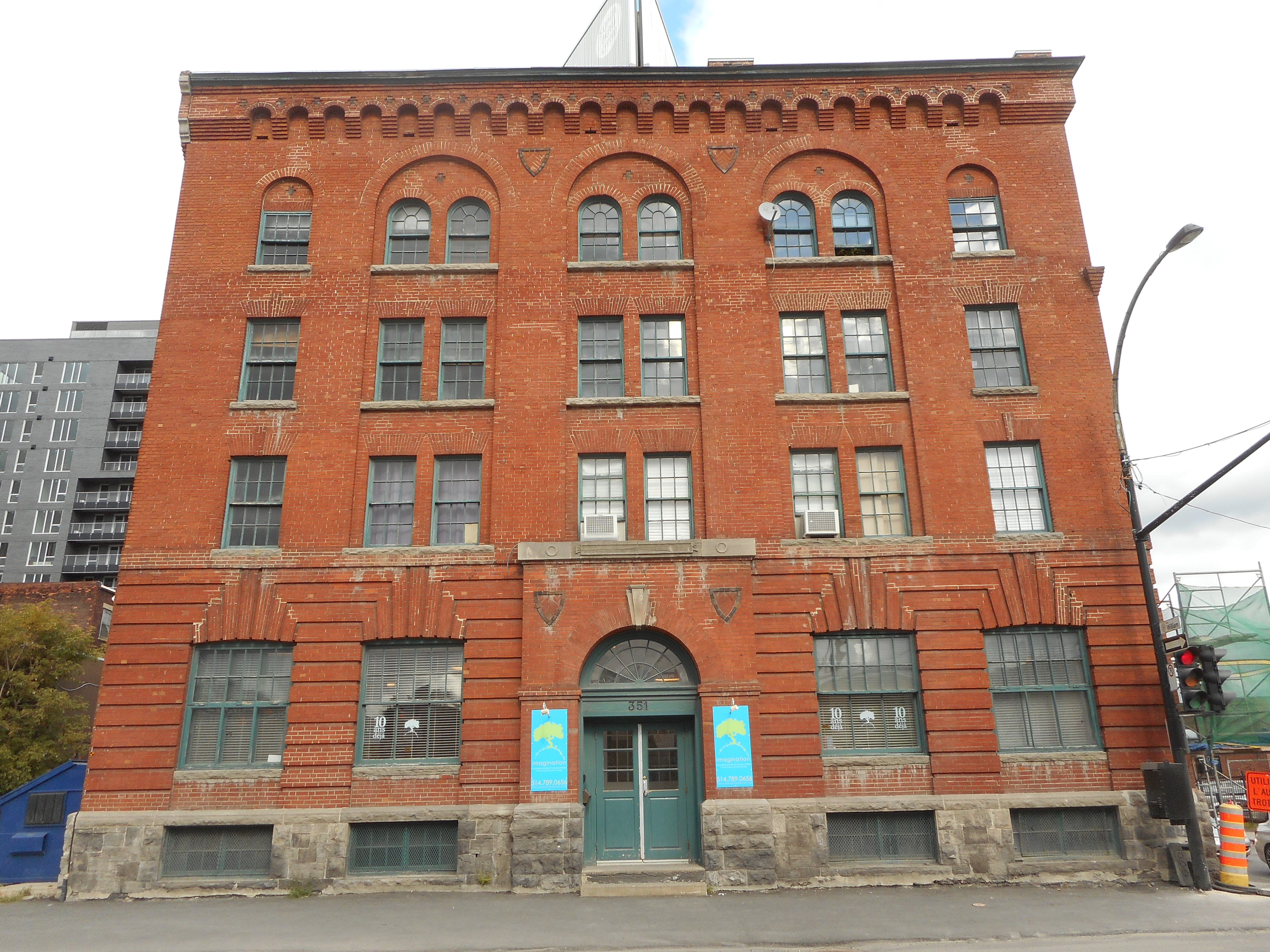
Andrew Frederick Gault Co., 351, rue Duke, Montréal.
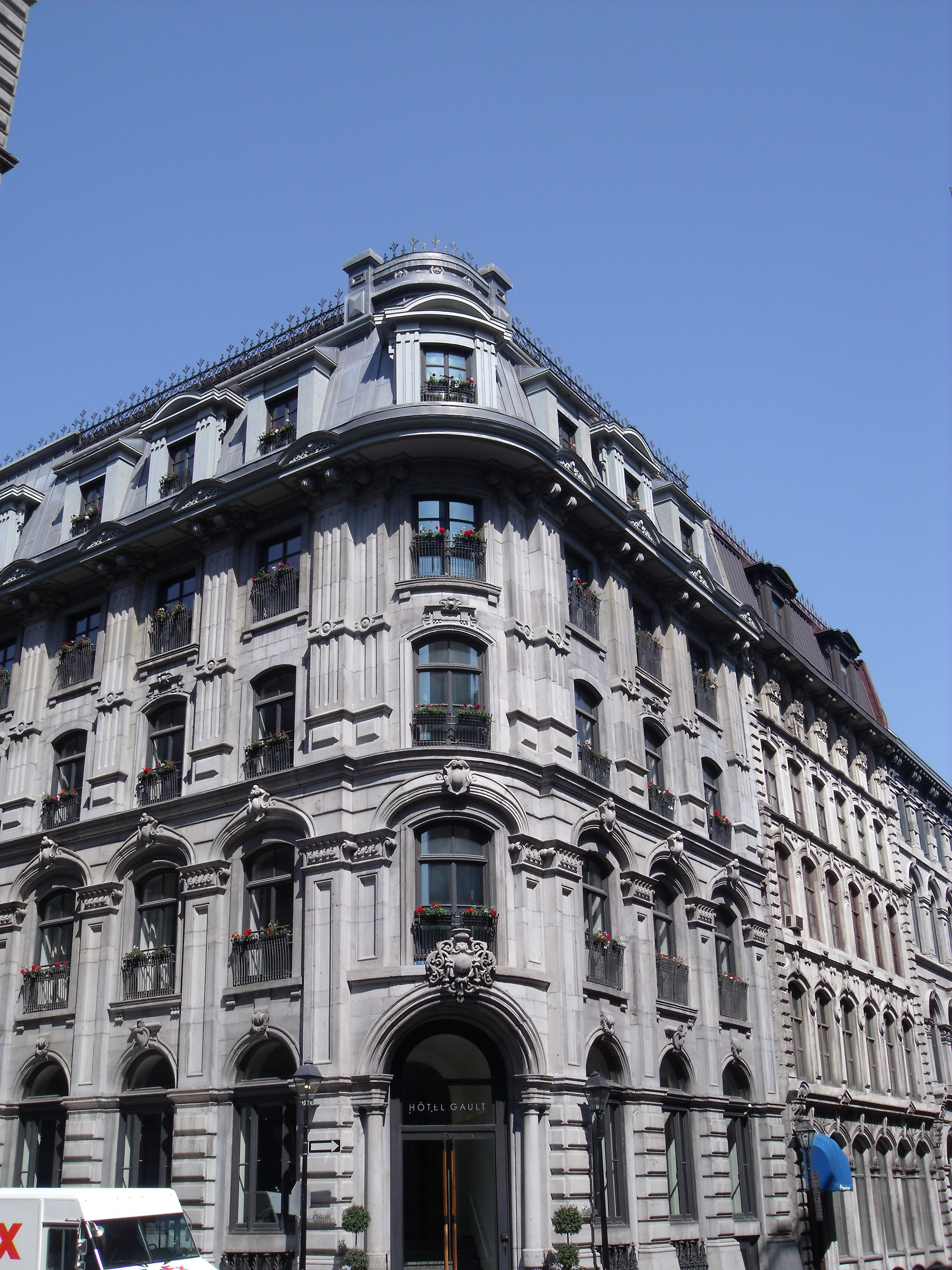
L'ancien Gault Brothers & Co. Store and Warehouse, maintenant l'Hôtel Gault.
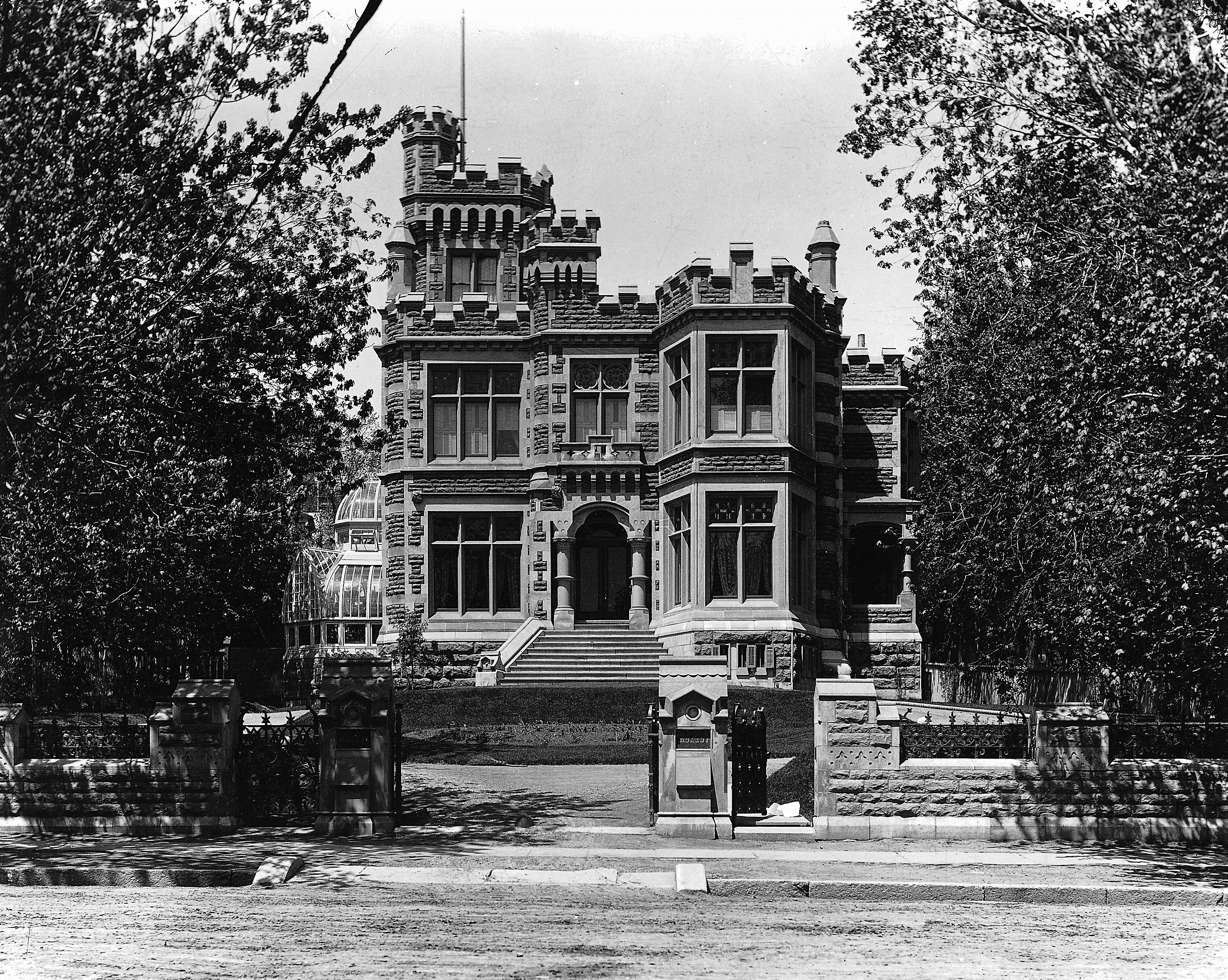
Rokeby, maison de Gault sur la rue Sherbrooke, Montréal, vers 1885, détruite en 1924.
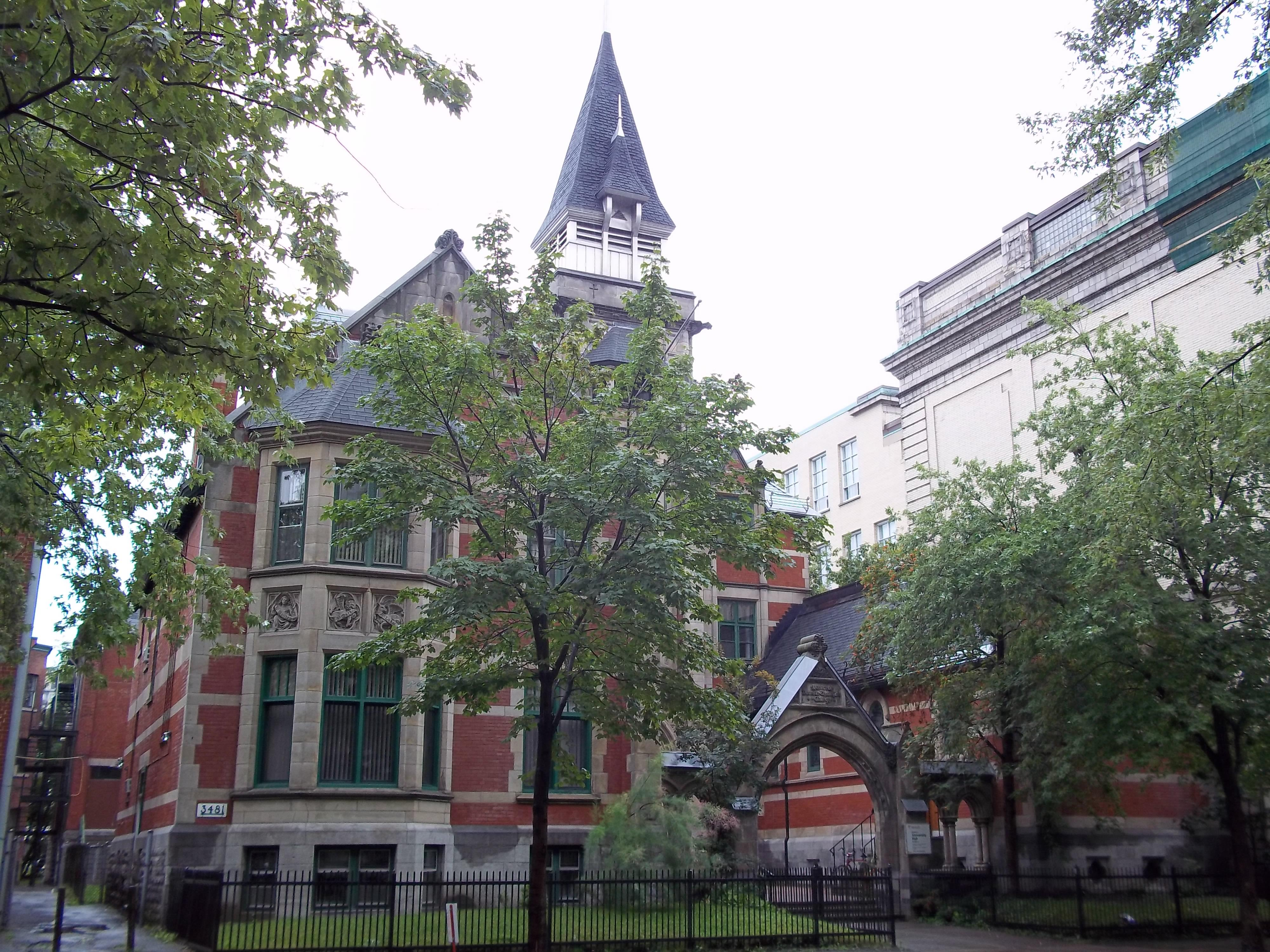
Le Collège théologique diocésain de Montréal.